# Keskimmäinen (sjö i Siilinjärvi, Norra Savolax)
Keskimmäinen är en sjö i kommunerna Siilinjärvi och Kuopio i landskapet Norra Savolax i Finland. Sjön ligger 85,7 meter över havet. Den är 4,2 meter djup. Arean är 39 hektar och strandlinjen är 3,85 kilometer lång. Sjön  ingår i Vuoksens huvudavrinningsområde.   Den ligger omkring 27 kilometer norr om Kuopio och omkring 350 kilometer norr om Helsingfors. 